# Louis Tiberghien
Pour les articles homonymes, voir Tiberghien.
Louis Tiberghien est un peintre belge de l'époque romantique.
Né à Lessines en 1818, c'est à Bruxelles qu'il vint se former de 1835 à 1839 et ensuite à Paris où il devint élève auprès de Paul Delaroche.

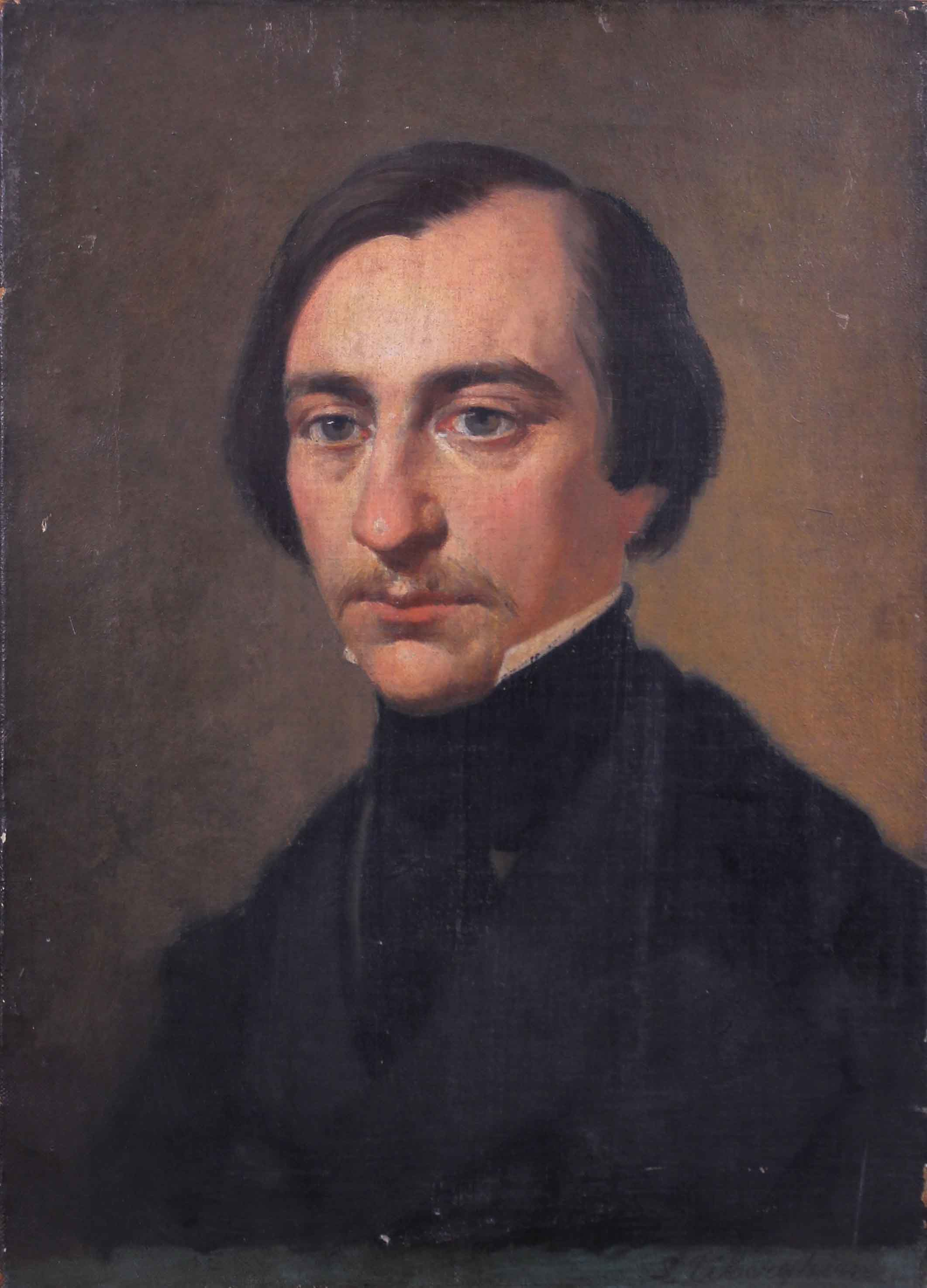
Portrait de Denis-Victor Poelaert (1820 - 1859)

## Biographie
Après cet apprentissage auprès d'un maître aussi prestigieux, il aurait pu faire une brillante carrière parisienne, mais il préféra revenir en 1848 dans la capitale de sa nouvelle patrie, la Belgique, qui à peine née, bouillonnait de créativité.
Il fut nommé professeur de dessin à l'Académie de Lokeren.
Il fit à Bruxelles, une belle carrière, tant de portraitiste que de peintre de sujets religieux (qu'on peut voir par exemple dans l'église d'Écaussinnes).
Le Musée de la Ville de Bruxelles, conserve de lui un beau portrait (huile, 0,40 cm × 0,29 cm), de son ami le sculpteur Victor Poelaert (1820-1859), mais il repose dans les réserves et n'est pas montré au public.